# دجال قاتل و پیروانش
دجال: قاتل و پیروانش یک فیلم انیمیشن متحرک پاکستانی است که بر پایه برنامه‌های قدیمی برای بحران فعلی خاورمیانه برنامه‌ریزی شده‌است و ایمان مردم انتخاب شده را برای سلطه بر جهان کنترل می‌کند. فیلم رانا آبرار نوشته شده و به کارگردانی آن، در جولای ۲۰١۹ در سراسر جهان منتشر خواهد شد.

## خلاصه داستان فیلم
این فیلم یک داستان باستانی است که بحران کنونی خاورمیانه را شکل می‌دهد که زمانی که حاکم جهانی پدرسالار مکان‌های عبادت بین‌المللی خواهد شد به پایان خواهد رسید.

## روز نمایش فیلم
اعلام رسمی این فیلم در نوامبر ۲۰۱۶ اعلام شد. اولین تریلر رسمی در تاریخ ۳ مه ۲۰۱۷ منتشر شد.
```
این فیلم در جولای سال ۲۰١۹ برای انتشار جهانی در نظر گرفته شده‌است.
[
۵
]
```